# Protea convexa
Protea convexa (лат.) — кустарник, вид рода Протея (Protea) семейства Протейные (Proteaceae), эндемик Западно-Капской провинции Южной Африки.

## Ботаническое описание
Protea convexa — плоский кустарничек, хотя он может вырастать и до 3,0 м в высоту. В среднем отдельные растения имеют продолжительность жизни около 20 лет. Листья очень широкие и крупные 13-23 см в длину и 5,1-8,9 см в ширину в самом широком месте. Листья сизые, гладкие и с заметными прожилками. Цветочные головки приземистые и сжатые по форме с выпуклым полусферическим цветоложем. Растение однодомное, в каждом цветке имеются мужские и женские части. Семена хранятся в капсулах, которые сами хранятся в засохшей старой цветочной головке.
В своём первоначальном описании Филлипс обнаружил, что вид наиболее похож на Protea acaulos или, по крайней мере, на разновидность P. acaulis var. obovata, различающиеся формой цветоложа. Однако, у P. convexa более крупные сизые листья и более крупная цветочная головка.

## Таксономия
Известно, что первым, кто собрал образец Protea convexa, был немецкий исследователь Рудольф Марлот на равнинах недалеко от Матьесфонтейна в сентябре 1903 года. Коллекция прессованного образца Марлота (№ 3209) была отправлена и доставлена в гербарий Кью в 1904 году, где образец находится до сих пор. Основываясь на этом образце, в 1910 году южноафриканский ботаник Эдвин Перси Филлипс затем описал новый вид. Филлипс не обозначал голотипы в своей статье, но в 1960 году южноафриканский ботаник Хедли Брайан Рикрофт обозначил образец Марлота как таковой. Видовое название относится к форме цветоложа, нижней части цветочной головки.

## Распространение и местообитание
Protea convexa — эндемик Западно-Капской провинции Южной Африки. Встречается в северных горных хребтах массива Седерберг, Виттеберге, Кляйн-Свартберге, Эландсберге и горном хребте Тра-Тра. Его можно найти в горах Малого Кару в окрестностях деревни Матьесфонтейн.
Растёт на северных склонах засушливых каменистых ущелий на высоте от 1100 до 1500 м. В естественной среде обитания в финбоше в дикой природе растёт на песчаниковых и кварцитовых почвах.

## Экология
Взрослые растения погибают, во время лесных пожаров, которые периодически проходят через естественную среду обитания, но семена могут пережить пожар. Цветёт весной, [3] с августа по ноябрь, с пиком в октябре. Опыляется крысами, мышами, птицами и насекомыми. Семена сохраняются в плодах после созревания, а сами плоды хранятся в старых, засохших, огнестойких соцветиях, которые надолго остаются на растении после старения. Соцветия раскрываются через один-два года после цветения после того, как по земле прошли пожары. Когда семена высвобождаются из капсул, они в конечном итоге разносятся ветром.

## Охранный статус
Вид был классифицирован как «редкий» в 1980 году. В 1996 году Южноафриканский национальный институт биоразнообразия (SANBI) вновь присвоил ему охранный статус в первом Красном списке южноафриканских растений. Protea convexa считался редким и известен лишь нескольким популяциям в 1990-х годах. В своих оценках 2006 и 2009 годов для Красного списка SANBI классифицировал вид как «находящийся на грани полного исчезновения».
Считается, что растение находится под угрозой из-за расширения чайных ферм ройбуш в его среде обитания, а также из-за изменения климата. Вид подвержен засухе и в таких условиях растения могут погибнуть. Другими выявленными потенциальными угрозами были инвазивные растения, стихийные бедствия и загрязнение.